# Limoux
Limoux (okzitanisch Limós) ist eine französische Stadt mit 10.339 Einwohnern (Stand 1. Januar 2022) im Département Aude in der Region Okzitanien; sie ist Verwaltungssitz des Arrondissements Limoux. 

## Lage
Limoux liegt etwa 20 Kilometer südlich von Carcassonne am Fluss Aude, in den hier seine Zuflüsse Corneilla und Cougaing einmünden.

## Geschichte
Spuren menschlicher Besiedlung gibt es mit dem Menhir „Pierre Droite“ (so viel wie „aufrechter Stein“) bereits seit dem Neolithikum. Eine ursprüngliche Siedlung wurde auf dem Hügel von Flassian (Flacianum) gegründet, eine weitere (Limosus) an den Ufern der Aude.
Im Jahr 844 übertrug Karl der Kahle den Ort der nahegelegenen Abtei Saint-Hilaire. Im 10. Jahrhundert gehörte er zur Grafschaft Rasès, deren Inhaber hier die königlichen Rechte ausübte, wurde später sogar der Hauptort der gleichnamigen Vizegrafschaft. Die Entwicklung wurde durch das Aufkommen der Katharer und den folgenden Albigenserkreuzzug gestört. Danach kam der Ort an Lambert de Turry, der sich nun Lambert de Limoux nannte. Im 14. Jahrhundert ging Limoux an die französische Krone.
Unter Papst Johannes XII. wurde in Limoux 1317 das Bistum Limoux errichtet, aber im folgenden Jahr schon wieder aufgelöst. Einziger Bischof war Durandus von St. Pourçain. Kathedralkirche war die Kirche Saint-Martin.

### Bevölkerungsentwicklung

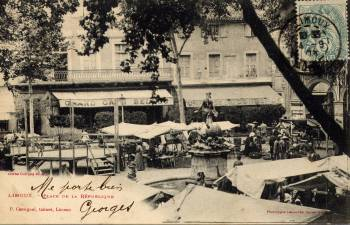
Place de la république, Limoux, Postkarte, 1910

| Jahr      | 1962 | 1968   | 1975   | 1982   | 1990 | 1999 | 2007 | 2018   |
| Einwohner | 9603 | 10.824 | 11.101 | 10.206 | 9665 | 9411 | 9709 | 10.112 |

## Sehenswürdigkeiten
- Menhir „la Pierre Droite“
- Gallorömische Villa in Flassian
- Altstadt mit Häusern aus dem 15. Jahrhundert
- Hôtel de Brasse
- Pont Neuf über die Aude aus dem Jahr 1327
- Pont-Vieux, der im 19. Jahrhundert wiederhergestellt wurde
- Hôtel de ville
- Place de la République mit Arkaden auf drei Seiten
- Rest der Stadtmauer aus dem 14. Jahrhundert: Porte de la Trinité
- Kirche Saint-Martin (12. Jahrhundert)
- Kirche Notre-Dame de Marceille (14. Jahrhundert)

## Carneval de Limoux
Jedes Jahr findet in Limoux der längste Karneval der Welt statt, so 2012 von Mitte Januar bis zum 25. März 2012. Der Karneval wird an den Samstagen und Sonntagen durch Umzüge der verschiedenen bandes gefeiert. Diese ziehen, von Musikern begleitet, in Pierrotkostümen durch die Stadt zum zentralen Platz. Die Umzüge befassen sich mit lokalen Ereignissen wie Politik, dem örtlichen Sportverein oder stadtbekannten Originalen und finden jeweils um 11, 16.30 und 21.30 Uhr statt. Tabus bei der Darstellung gibt es wenige, jedoch soll die Anonymität der Darsteller hinter den Masken und Figuren gewahrt bleiben.

## Persönlichkeiten
- Alexandre Guiraud (1788–1847), Schriftsteller und Mitglied der Académie française, geb. in Limoux